# Fantasy Park (Харків)
Fantasy Park (раніше — сад «Металі́ст» — міський парк Харкова в районі стадіону «Металіст». Центральна алея парку виходить на вулицю Георгія Тарасенка. Розташований у Слобідському районі Харкова.

## Історія

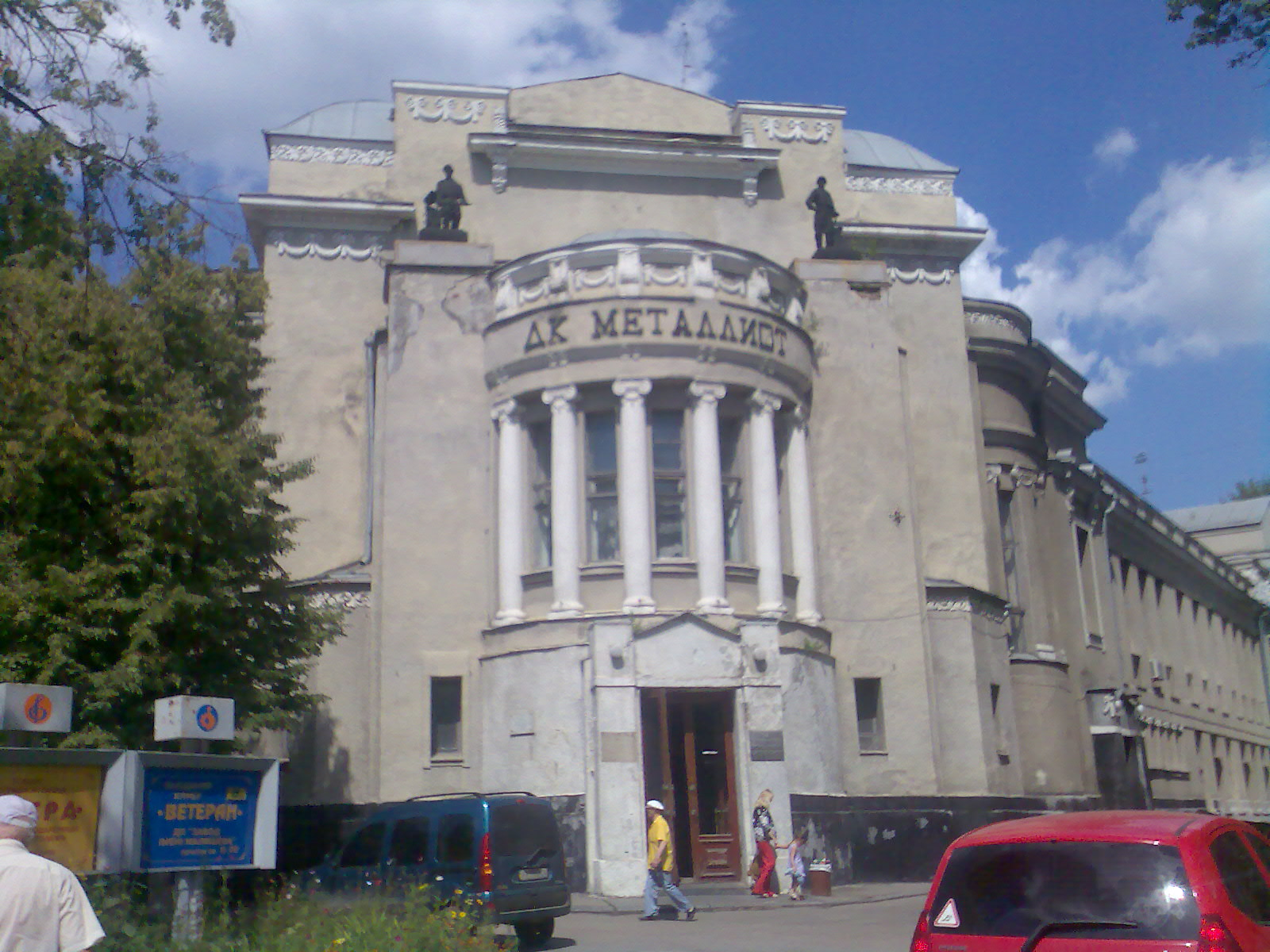
ПК «Металіст» у саду

У 1909 році був збудований перший робітничий будинок Росії (нині палац культури «Металіст»). У 1917 році в будинку розташовувався Петинський районний комітет РСДРП(б) та правління профспілки «Металіст». У 1925 році колишній робітничий будинок був переобладнаний у палац культури «Металіст», поряд був розпланований сад.
У 1977 році при вході в парк відкрили бюст-пам'ятник радянському партійному діячу, організатору голодомору в Україні Павлу Постишеву. 31 січня 2015 р. у період ленінопаду пам'ятник був демонтований невідомими особами і не відновлювався.
У 2021 першому році сад Металіст було реконструйовано та перейменовано на Fantasy Park.

## Опис

Колишній пам'ятник Павлу Постишеву при вході до саду

Сад обмежується вулицями Георгія Тарасенка, Дніпровською та провулком Дегтярьова. Піід час реконструкції 2022 року у парку повністю оновлено покриття, відремонтовано фонтани, встановлено різні скульптури і конструкції з нічною підсвіткою. Тут проводяться концерти і виставки. Це перший в Україні парк-виставка.